# In Absentia
In Absentia es el séptimo álbum de estudio de la banda inglesa de rock progresivo Porcupine Tree, editado el 24 de septiembre de 2002 en el sello Lava Records, siendo el primero publicado por la formación en dicha compañía. 

## Lista de canciones
Todas las canciones escritas por Steven Wilson excepto donde se indique.

### Edición original
1. "Blackest Eyes" – 4:23
2. "Trains" – 5:56
3. "Lips of Ashes" – 4:39
4. "The Sound of Muzak" – 4:59
5. "Gravity Eyelids" – 7:56
6. "Wedding Nails" (música: Wilson/Barbieri) - 6:33
7. "Prodigal" – 5:35
8. ".3" – 5:25
9. "The Creator Has a Mastertape" – 5:21
10. "Heartattack in a Layby" – 4:15
11. "Strip the Soul" (música: Wilson/Edwin) – 7:21
12. "Collapse the Light into Earth" – 5:54

### Edición especial europea
Distribuida en enero de 2003, contiene un CD extra con tres canciones:
1. "Drown With Me" – 5:21
2. "Chloroform" (música: Wilson/Maitland) – 7:14
3. "Strip the Soul (Video Edit)" – 3:35

### DVD-A
Editado en marzo de 2004. Contiene las canciones originales además de temas adicionales grabados durante las sesiones de grabación del disco. También contiene los vídeos de "Strip the Soul", "Blackest Eyes" y "Wedding Nails".
1. "Blackest Eyes" – 4:23
2. "Trains" – 5:56
3. "Lips of Ashes" – 4:39
4. "The Sound of Muzak" – 4:59
5. "Gravity Eyelids" – 7:56
6. "Wedding Nails" – 6:33
7. "Prodigal" – 5:32
8. ".3" – 5:25
9. "The Creator Has a Mastertape" – 5:21
10. "Heartattack in a Layby" – 4:15
11. "Strip the Soul" – 7:21
12. "Collapse the Light into the Earth" – 5:54
13. "Drown With Me" – 5:21
14. "Chloroform" – 7:14
15. "Futile" – 6:06

## Músicos
- Steven Wilson - Voz y guitarra líder
- Gavin Harrison - Batería y percusión
- Colin Edwin - Bajo
- Richard Barbieri - Teclados

### Invitados
- Aviv Geffen - Coros
- John Wesley - Coros y guitarra adicional

- Datos: Q1081258